# 다카마쓰시
다카마쓰시(일본어: 高松市, 문화어: 다까마쯔시)는 일본 시코쿠 북동부, 가가와현의 거의 중앙에 있는 시이다. 가가와현의 현청 소재지이자 중핵시이며, 세토우치 지방의 항만 도시이다.
세토 대교를 사이에 두고 오카야마시와 밀접한 관계를 갖고 있다. 시코쿠의 관문으로서 시코쿠를 총괄하는 국가의 파견 기관 대부분과 기업의 시코쿠 지사·지점의 대부분이 이곳에 있어 시코쿠의 정치, 경제 거점으로 기능하고 있다. 현재 다카마쓰시의 인구는 헤이세이 시정촌 대합병 등을 거쳐 42만 명에 이르고 다카마쓰시를 중심으로 하는 다카마쓰 도시권의 인구는 약 64만 명(2005년 국세조사 기준)으로 가가와현 인구 100만 명의 과반수에 이르러 시코쿠 최대의 도시권을 형성하고 있다.
에도 시대에는 후다이 다이묘·다카마쓰번의 성시로 번성하였고 다카마쓰성 천수각이 이 거리의 상징이었지만 메이지 시대에 해체되어 현재는 2004년에 완성한 다카마쓰 심볼 타워가 성을 대신하는 새로운 랜드마크의 기능을 하고 있다.

## 지리

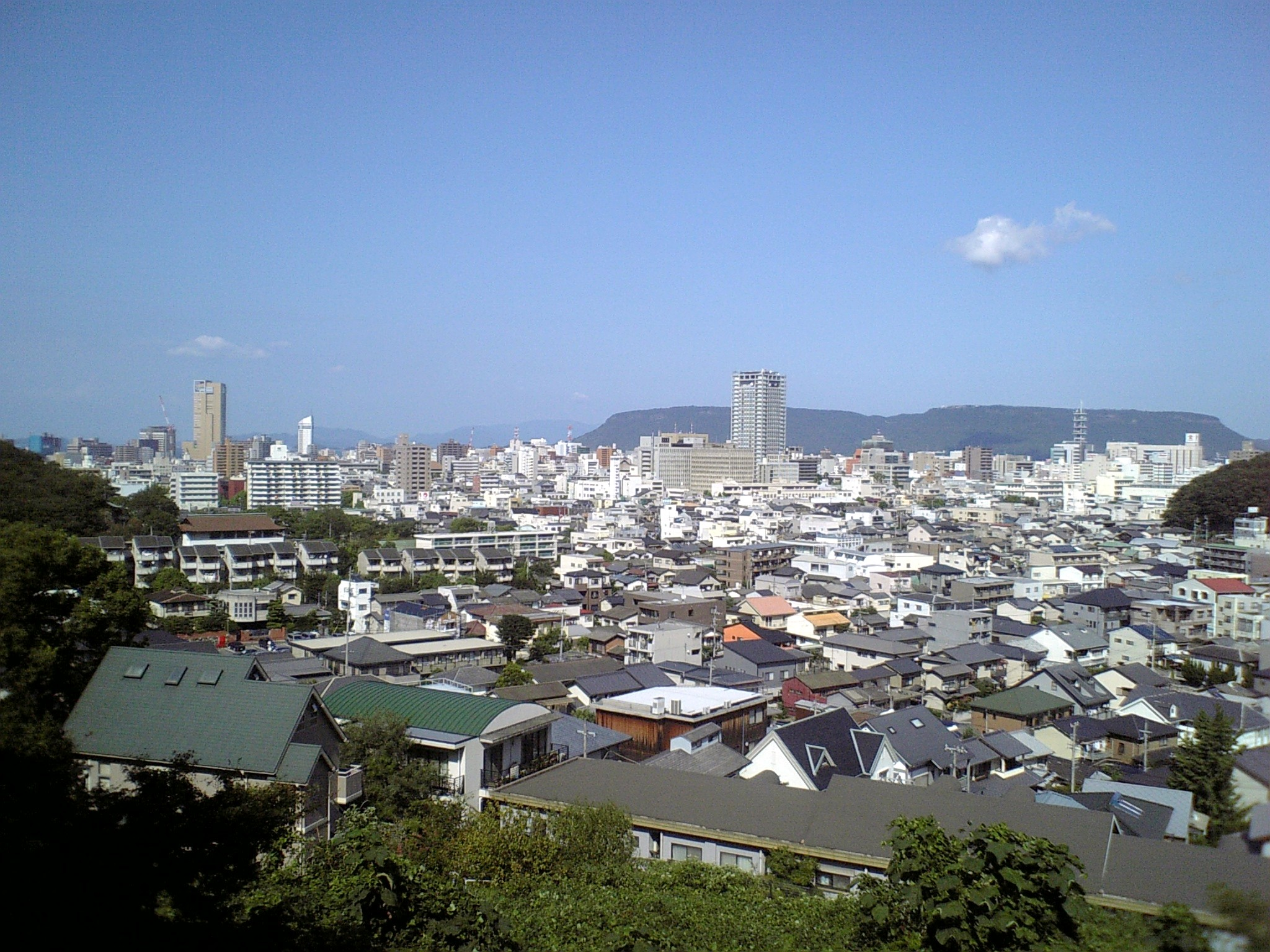
구리바야시 터널에서 바라본 시가지

사누키 평야의 일부인 다카마쓰 평야에 있어 전체적으로 완만하다. 또 북쪽은 세토 내해와 접해 다카마쓰항을 중심으로 반원형 시가지를 형성하고 있다.
서부는 고토강의 토사가 퇴적해 형성된 선상지로 이루어져 있다. 동부는 가스가강이나 신카와강에 의해 형성된 범람 평야이고 그 하구부는 삼각주로 이루어진 해안 평야이다. 북동부에는 세토 내해로 돌출한 용암대지로 겐페이 전쟁의 옛 전장인 야시마섬이 있다. 북서부는 구릉 지대이다. 일본에서 처음으로 국립공원으로 지정된 세토 내해 국립공원의 중심에 있으며 세토 내해의 크고 작은 섬들이 점재한다.

### 기후
세토 내해식 기후구에 속해 강수량은 적고 일조 시간은 길기 때문에 연중 온난한 기후이다.
| 다카마쓰시의 기후                                            | 다카마쓰시의 기후 | 다카마쓰시의 기후 | 다카마쓰시의 기후 | 다카마쓰시의 기후 | 다카마쓰시의 기후 | 다카마쓰시의 기후 | 다카마쓰시의 기후 | 다카마쓰시의 기후 | 다카마쓰시의 기후 | 다카마쓰시의 기후 | 다카마쓰시의 기후 | 다카마쓰시의 기후 | 다카마쓰시의 기후 |
| 월                                                           | 1월               | 2월               | 3월               | 4월               | 5월               | 6월               | 7월               | 8월               | 9월               | 10월              | 11월              | 12월              | 연간              |
| ------------------------------------------------------------ | ----------------- | ----------------- | ----------------- | ----------------- | ----------------- | ----------------- | ----------------- | ----------------- | ----------------- | ----------------- | ----------------- | ----------------- | ----------------- |
| 역대 최고 기온 °C (°F)                                       | 18.9 (66.0)       | 24.0 (75.2)       | 25.5 (77.9)       | 30.9 (87.6)       | 32.6 (90.7)       | 36.5 (97.7)       | 38.2 (100.8)      | 38.6 (101.5)      | 37.6 (99.7)       | 34.0 (93.2)       | 26.6 (79.9)       | 21.2 (70.2)       | 38.6 (101.5)      |
| 일평균 최고 기온 °C (°F)                                     | 9.7 (49.5)        | 10.5 (50.9)       | 14.1 (57.4)       | 19.8 (67.6)       | 24.8 (76.6)       | 27.5 (81.5)       | 31.7 (89.1)       | 33.0 (91.4)       | 28.8 (83.8)       | 23.2 (73.8)       | 17.5 (63.5)       | 12.1 (53.8)       | 21.1 (70.0)       |
| 일일 평균 기온 °C (°F)                                       | 5.9 (42.6)        | 6.3 (43.3)        | 9.4 (48.9)        | 14.7 (58.5)       | 19.8 (67.6)       | 23.3 (73.9)       | 27.5 (81.5)       | 28.6 (83.5)       | 24.7 (76.5)       | 19.0 (66.2)       | 13.2 (55.8)       | 8.1 (46.6)        | 16.7 (62.1)       |
| 일평균 최저 기온 °C (°F)                                     | 2.1 (35.8)        | 2.2 (36.0)        | 5.0 (41.0)        | 9.9 (49.8)        | 15.1 (59.2)       | 19.8 (67.6)       | 24.1 (75.4)       | 25.1 (77.2)       | 21.2 (70.2)       | 15.1 (59.2)       | 9.1 (48.4)        | 4.3 (39.7)        | 12.8 (55.0)       |
| 역대 최저 기온 °C (°F)                                       | −7.7 (18.1)       | −6.0 (21.2)       | −4.4 (24.1)       | −2.4 (27.7)       | 2.8 (37.0)        | 7.5 (45.5)        | 15.3 (59.5)       | 15.8 (60.4)       | 9.4 (48.9)        | 2.0 (35.6)        | −1.8 (28.8)       | −5.3 (22.5)       | −7.7 (18.1)       |
| 평균 강수량 mm (인치)                                        | 39.4 (1.55)       | 45.8 (1.80)       | 81.4 (3.20)       | 74.6 (2.94)       | 100.9 (3.97)      | 153.1 (6.03)      | 159.8 (6.29)      | 106.0 (4.17)      | 167.4 (6.59)      | 120.1 (4.73)      | 55.0 (2.17)       | 46.7 (1.84)       | 1,150.1 (45.28)   |
| 평균 강설량 cm (인치)                                        | 0 (0)             | 1 (0.4)           | 0 (0)             | 0 (0)             | 0 (0)             | 0 (0)             | 0 (0)             | 0 (0)             | 0 (0)             | 0 (0)             | 0 (0)             | 0 (0)             | 1 (0.4)           |
| 평균 강수일수 (≥ 0.5 mm)                                     | 7.5               | 8.0               | 10.8              | 10.1              | 9.4               | 11.5              | 10.5              | 7.9               | 10.5              | 9.3               | 7.8               | 7.9               | 111.3             |
| 평균 강설일수                                                | 4.7               | 4.6               | 1.2               | 0.0               | 0.0               | 0.0               | 0.0               | 0.0               | 0.0               | 0.0               | 0.0               | 2.4               | 12.8              |
| 평균 상대 습도 (%)                                           | 63                | 63                | 62                | 62                | 64                | 72                | 73                | 70                | 72                | 70                | 69                | 66                | 67                |
| 평균 월간 일조시간                                           | 141.4             | 143.8             | 175.0             | 194.5             | 210.1             | 158.2             | 191.8             | 221.2             | 159.6             | 164.6             | 145.5             | 142.7             | 2,046.5           |
| 출처: 일본 기상청 (평년값: 1991년~2020년, 극값: 1941년~현재) |                   |                   |                   |                   |                   |                   |                   |                   |                   |                   |                   |                   |                   |

## 인접한 자치체
- 가가와현
  - 기타군 미키정
  - 나카타도군 만노정
  - 사누키시
  - 사카이데시
  - 아야우타군 아야가와정

- 도쿠시마현
  - 미마시

바다를 사이에 두고 다음의 자치체와 접한다.
- 가가와현
  - 가가와군 나오시마정
  - 쇼즈군 도노쇼정, 쇼도시마정

- 오카야마현
  - 다마노시

## 인구
- 법정인구: 42만 7048명(2015년 국세조사)
- 추정인구: 41만 7389명(2021년 3월 1일 기준)
- 등록인구: 42만 5732명(2021년 3월 1일 기준)
- 세대수: 19만 618세대(추정인구, 2021년 3월 1일 기준)
- 인구밀도: 1111.2명/km²(추정치) 인구, 2021년 3월 1일 기준)
- 평균 연령: 45.08세(2010년 인구조사)
- 인구집중지역 인구: 21만 7410명
- 인구집중지역 인구가 전체 인구에서 차지하는 비율: 52.2%
- 총면적: 375.41km²
- 인구집중지역 면적: 40.81km²
- 인구집중지역 면적이 전체 면적에서 차지하는 비율: 10.9%
- 인구집중지구 인구밀도: 5327.4명/km²
- 주거지 면적: 232.83km²
- 주거지 면적에서 인구집중지구가 차지하는 비율: 17.5%.

| 연도                            | 인구    | ±%     |
| ------------------------------- | ------- | ------ |
| 1920                            | 186,963 | —      |
| 1925                            | 199,141 | +6.5%  |
| 1930                            | 213,001 | +7.0%  |
| 1935                            | 222,545 | +4.5%  |
| 1940                            | 219,082 | −1.6%  |
| 1945                            | 246,809 | +12.7% |
| 1950                            | 269,159 | +9.1%  |
| 1955                            | 284,684 | +5.8%  |
| 1960                            | 295,178 | +3.7%  |
| 1965                            | 307,549 | +4.2%  |
| 1970                            | 327,170 | +6.4%  |
| 1975                            | 360,024 | +10.0% |
| 1980                            | 386,547 | +7.4%  |
| 1985                            | 401,020 | +3.7%  |
| 1990                            | 406,853 | +1.5%  |
| 1995                            | 412,626 | +1.4%  |
| 2000                            | 416,680 | +1.0%  |
| 2005                            | 418,125 | +0.3%  |
| 2010                            | 419,291 | +0.3%  |
| 2015                            | 420,748 | +0.3%  |
| 2020                            | 417,496 | −0.8%  |
| Takamatsu population statistics |         |        |

다카마쓰시의 인구는 2015년까지 증가했지만 이후 감소 추세에 있다.
연령별 인구는 생산가능인구(15세~64세)가 1995년을 정점으로 감소하고 있으며, 유소년 인구(0세~14세)도 1980년 이후 감소 추세에 있다. 반면 고령 인구(65세 이상)는 증가 추세에 있으며, 2000년 이후 고령 인구가 젊은 인구를 초과하기 시작했다. 가구 수는 증가 추세인 반면, 가구당 인원은 해마다 감소하여 핵가족화 및 1인 가구가 증가하고 있다.
인구의 자연증감에서는 2006년 이후 출생아 수는 감소 추세인 반면, 사망자 수는 증가 추세로 2011년 이후 사망자 수가 출생아 수를 초과하는 자연감소 상황에 있으며, 2018년부터 2019년까지 출생아 수의 대폭적인 감소와 사망자 수의 증가로 인해 인구의 자연감소가 두드러지고 있다.
인구의 사회적 증감은 상대적으로 1996년 이후 전출 초과였으나, 2008년 이후 전입 초과로 나타났다. 다만 전입자 수는 2015년부터 보합세를 보이고 있으며, 감소 추세였던 전출자 수도 2017년 이후 증가세로 돌아섰다. 이후 2021년과 2023년을 제외하고는 전입자 수가 전출자 수를 초과하는 상황이 지속되고 있다(2024년 기준).
전입자 주소의 메시 분석(500m 메시)에서는 전입자가 많은 지역은 다카마쓰코토히라 전철 고토히라선 다카마쓰쓰키코역-붓쇼잔역 사이의 연선 지역을 중심으로 전입이 이루어지고 있다.

## 역사

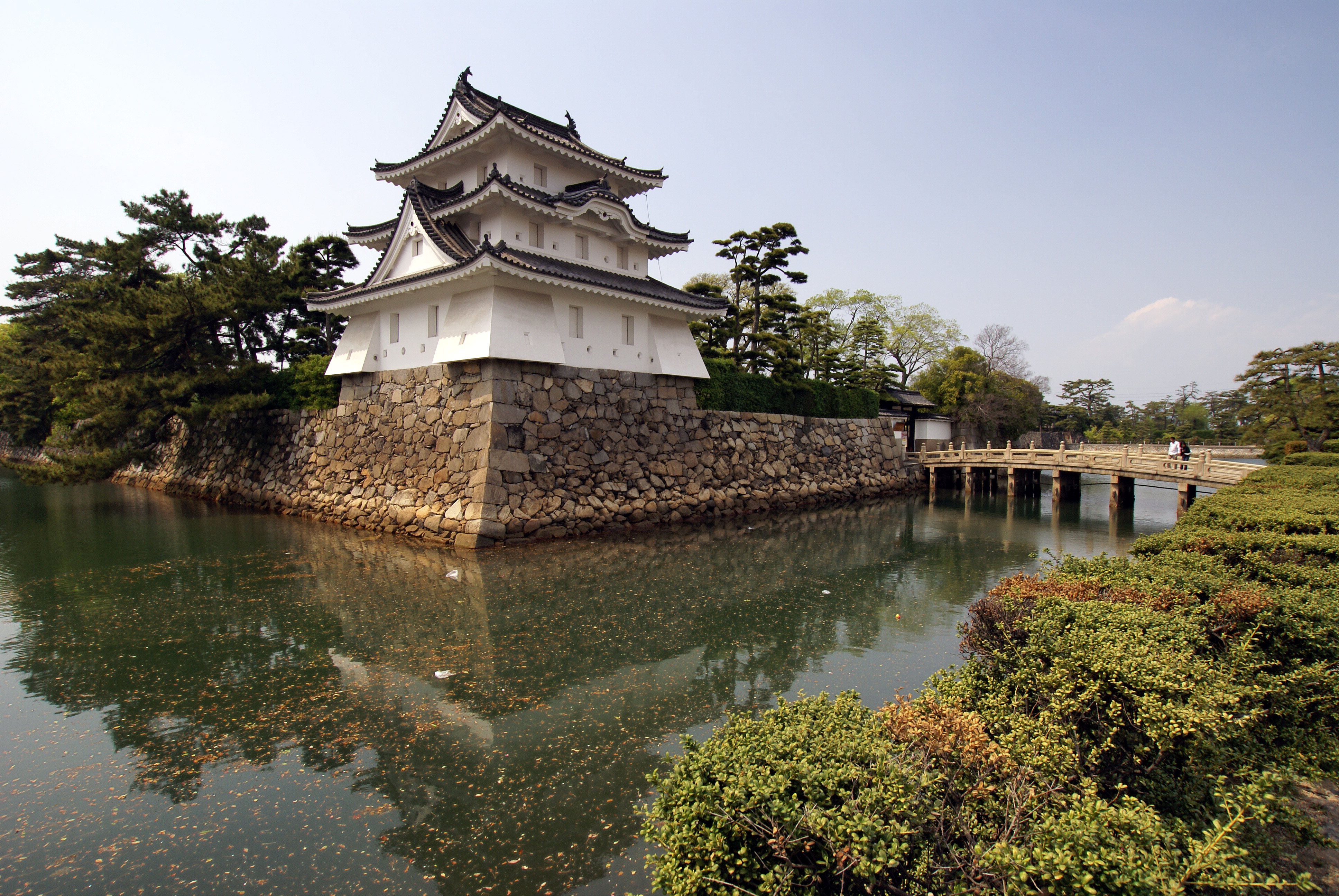
다카마쓰성

- 1587년 - 이코마 지카마사가 다카마쓰성과 그 성시를 구축해 다카마쓰의 기초를 쌓았다.
- 1642년 - 마쓰다이라 요리시게(도쿠가와 미쓰쿠니의 형)가 미토에서 다카마쓰로 전입했다. 이후 메이지 유신 때까지 다카마쓰는 미토토쿠가와 가문의 분가에 해당하는 다카마쓰마쓰다이라씨의 치하에 놓였다.
- 1888년 - 가가와현이 에히메현에서 분리되었고 다카마쓰는 그 현청 소재지가 되었다.
- 1890년 2월 15일 - 다카마쓰시가 성립하였다.
- 1914년 5월 1일 - 가가와군 미야와키촌을 편입하였다.
- 1921년 1월 1일 - 가가와군 히가시하마촌을 편입하였다.
- 1921년 11월 1일 - 가가와군 리쓰린촌을 편입하였다.
- 1940년 2월 11일 - 기타군 야시마정·후루타카마쓰촌·기타촌, 가가와군 오타촌·사기타촌을 편입하였다.
- 1945년 7월 4일 - 다카마쓰 공습으로 이재민 약 86,400명, 희생자 약 1,400명이 발생하였다.
- 1956년 9월 30일 - 기타군 미타니촌·하야시촌·가와조에촌·마에다촌, 가가와군 시모카사이촌·고자이정·가미카사이촌·쓰루치촌·단시촌·엔자촌·가와오카촌·이치노미야촌·다히촌·붓쇼잔정·시유지마촌을 편입하였다.
- 1966년 7월 1일 - 기타군 야마다정을 편입하였다.
- 1999년 4월 1일 - 중핵시로 지정되었다.
- 2005년 9월 26일 - 가가와군 시오노에정을 편입하였다.
- 2006년 1월 10일 - 기타군 무레정·아지정, 가가와군 가가와정·고난정, 아야우타군 고쿠분지정을 편입하였다.

## 교육
- 가가와 대학

## 스포츠
- 농구 - 다카마츠 파이브애로우스

## 교통

### 도로
- 다카마쓰 자동차도(일본어판)
  - 다카마쓰히가시 나들목 - 다카마쓰 중앙 나들목 - 다카마쓰단시 나들목 - 다카마쓰니시 나들목
- 국도 제11호선
- 국도 제30호선
- 국도 제32호선
- 국도 제193호선 (일본)(일본어판)
- 국도 제377호선 (일본)(일본어판)
- 국도 제436호선
- 국도 제492호선 (일본)(일본어판)

### 철도
- 시코쿠 여객철도
  - 요산선
    - 다카마쓰역 - 고자이역 - 기나시역 - 하시오카역 - 고쿠부역

  - 고토쿠선
    - 다카마쓰역 - 쇼와초역 - 리쓰린코엔기타구치역 - 리쓰린역 - 기타초역 - 야시마역 - 후루타카마쓰미나미역 - 야쿠리구치역 - 사누키무레역
- 다카마쓰코토히라 전기 철도
  - 고토히라선
    - 다카마쓰칫코역 - 가타하라마치역 - 가와라마치역 - 리쓰린코엔역 - 산조역 - 오타역 - 붓쇼잔역 - 구코도리역 - 이치노미야역 - 엔자역 - 오카모토역

  - 나가오선
    - 가와라마치역 - 하나조노역 - 하야시미치역 - 기타히가시구치역 - 모토야마역 - 미즈타역 - 니시마에다역 - 다카타역

  - 시도선
    - 가와라마치역 - 이마바시역 - 마쓰시마니초메역 - 오키마쓰시마역 - 가스가가와역 - 가타모토역 - 고토덴야시마역 - 후루타카마쓰역 - 야쿠리역 - 로쿠만지역 - 오마치역 - 야쿠리신미치역 - 시오야역 - 후사자키역 - 하라역

### 공항
- 다카마쓰 공항

## 시설·건축물
- 다카마쓰성
- 리쓰린 공원
- 시코쿠무라

## 자매 도시
- 미국 플로리다주 세인트피터즈버그
  - 1961년 10월 5일
- 일본 시가현 히코네시
  - 1966년 8월 15일
- 일본 아키타현 유리군(일본어판) 야시마정(현 유리혼조시)
  - 1999년 10월 27일
- 일본 이바라키현 미토시
  - 1974년 4월 13일
- 중국 장시성 난창시
  - 1990년 9월 28일
- 프랑스 앵드르에루아르주 투르
  - 1988년 6월 3일